# Symbols
Symbols je druhé album těšínské sympho doom death-black metalové skupiny Ador Dorath.
Nahrávalo se v dubnu a červenci 2005, o měsíc později bylo vydáno. Další realizace nahrávání a mixáž proběhla u Maq Records Vojkowice, Polsko. Masteringem bylo album dokončeno ve studiu HH Poland, Gliwice.
Na rozdíl od debutu jsou na tomto albu i pomalejší balady a texty nejsou všechny věnovány alchymistické tematice. K písni V.I.T.R.I.O.L. je i videoklip.
Toto album skupině také 9. března 2006 v Anděl Alianz 2005 Akademii populární hudby přineslo sošku Anděla v kategorii Hard&Heavy.

## Seznam skladeb
1. Rosa (Růže) - 4:23
2. V.I.T.R.I.O.L. - 3:31
3. Earth (Země) - 3:19
4. River (Řeka) - 5:01
5. Desert (Poušť) - 4:58
6. Mountain (Hora) - 3:55
7. Balance (Rovnováha) - 4:50
8. Limits (Meze) - 3:48
9. Nine (Devět) - 3:40
10. Island (bonus) (Ostrov) - 5:36

České názvy nejsou součástí názvů skladeb

## Sestava
- Ivoš Doseděl – vedoucí vokál
- Lenka Machová – ženský zpěv
- Kamil Pfeffer – kytara
- Krystian Danel – violoncello
- Kamil Kottek – baskytara
- Zdeněk „Čepa“ Čepička – bicí
- Martin „Prcek“ Roženek – klávesy a syntetizátory